# Waite Hoyt
Waite Charles Hoyt (* 9. September 1899 in Brooklyn, New York City; † 25. August 1984 in Cincinnati, Ohio) war ein US-amerikanischer Baseballspieler in der Major League Baseball (MLB). Sein Spitzname war Schoolboy.

## Biografie
Hoyt wurde in Brooklyn, New York City geboren und dort schon im Alter von 15 Jahren von John McGraw, dem Manager der New York Giants mit einem Profivertrag ausgestattet. Von dieser Zeit her rührte auch sein Spitzname Schoolboy. Bei den Giants verbrachte er nur die Saison 1918 in der Major League. Von New York wechselte er in die American League zu den Boston Red Sox, die er 1921 in Richtung New York Yankees verließ.
Bei den Yankees war der rechtshändige Werfer ein maßgebliches Mitglied des Teams in den 20er Jahren. Mit den Yankees erreichte er sechsmal die World Series, wobei er 1921 in drei Spielen keinen earned run zuließ und den Rekord von Christy Mathewson einstellte. Sein bestes Jahr hatte er 1927 mit 22 Siegen bei nur 7 Niederlagen und einem ERA von 2.64. Nach seinem Weggang von den Yankees erreichte er mit den Philadelphia Athletics nochmals die World Series, unterlag aber den St. Louis Cardinals. Er spielte noch bis 1938, konnte aber nicht mehr an seine Glanzleistungen bei den Yankees anknüpfen.
Nach Beendigung seiner Karriere wechselte er ins Kommentatorenfach und übertrug bis zu seiner Pensionierung 1965 die Spiele der Cincinnati Reds. 1969 wurde er in die Baseball Hall of Fame gewählt.